# Podziemna Trasa Turystyczna w Kielcach
Podziemna Trasa Turystyczna w Kielcach – połączony w trasę turystyczną zespół jaskiń, znajdujący się we wzgórzu Kadzielnia na terenie Kielc. Obiekt wchodzi w skład Centrum Geoedukacji – części Geonatury Kielce, będącego miejską jednostką organizacyjną.
Trasa składa się z trzech połączonych ze sobą jaskiń: Jaskini Odkrywców, Prochowni oraz Szczeliny na Kadzielni. Zostały one połączone w jeden system jaskiniowy pod wspólną nazwą Jaskinia Odkrywców, o łącznej długości korytarzy 392 m i różnicy wysokości między najwyższym a najniższym punktem wynoszącej 22 m, przebiegający w linii uskoku tektonicznego.
Jaskinie zostały odkryte podczas eksploatacji wapieni dewońskich, która trwała na Kadzielni do 1962 roku, we wschodnich ścianach niecki kamieniołomu. W latach 2004–2009 jaskinie były eksplorowane przez członków Speleoklubu Świętokrzyskiego w Kielcach, a w 2009 roku zostały połączone ze sobą. Otwarcie obiektu dla zwiedzających miało miejsce w listopadzie 2012 roku.
Aktualnie część systemu jaskiniowego o długości 140 m i deniwelacji 10 m tworzy Podziemną Trasę Turystyczną i jest udostępniona do zwiedzania. Podczas zwiedzania zobaczyć można m.in. skamieliny morza dewońskiego (koralowce, ramienionogi, liliowce, głowonogi), zjawiska tektoniczne, mineralizacyjne i krasowe (uskoki, żyły mineralne, stalagmity, stalaktyty) oraz namuliska. Charakterystyczne jest występowanie tzw. terra rossa, czyli „czerwonej ziemi”, nazywanej tak od barwiących ją związków żelaza. Elementem ekspozycji są instalacje typu „światło i dźwięk”, nawiązujące do historii jaskiń i skał, w których one powstają.
Obiekt jest udostępniany przez Speleoklub Świętokrzyski. Trasa jest obiektem sezonowym, czynnym od kwietnia do października. Wstęp jest płatny, a zwiedzanie odbywa się w grupach prowadzonych przez przewodnika.